# Copa de la Liga
Copa de la Liga (v překladu Ligový pohár) je dnes již neexistující fotbalová pohárová soutěž, která byla pořádána na území Španělska. Soutěž se odehrávala zvlášť ve třech soutěžních stupních. Vlastní pohár měly Primera División, Segunda División i Segunda División "B". Ovšem jako Copa de la Liga je považována pouze soutěž v rámci Primera División. 
První ročník soutěže se odehrál v roce 1982, kdy byla založena společně se soutěží Supercopa de España. Neměla však dlouhého trvání a již v roce 1986 byla zrušena. Odehrály se tak pouze 4 ročníky. Nejvíce prvenství má na kontě FC Barcelona, když ji dokázala vyhrát dvakrát.

## Historie
Soutěž byla založena v roce 1982 na popud tehdejšího prezidenta klubu FC Barcelona Josepa Lluís Núñeze. Důvodem byly ekonomické problémy klubů, které potřebovaly peníze za televizní práva. 
Jenže již v sezoně 1985/86 se dostavily problémy zapříčiněné neúměrně nabitým hracím kalendářem, kam se nevešla další kola soutěže. Soutěž tak byla zrušena.

## Vítězové a finálová účast
| Vítězové jednotlivých ročníků soutěže |       |                    |                  |
| Klub                                  | Vítěz | Poražený finalista | Vítězné ročníky  |
| FC Barcelona                          | 2     | -                  | 1982/83, 1985/86 |
| Real Madrid                           | 1     | 1                  | 1984/85          |
| Real Valladolid                       | 1     | -                  | 1983/84          |
| Atlético Madrid                       | -     | 2                  |                  |
| Betis Sevilla                         | -     | 1                  |                  |

## Přehled finálových zápasů
| Finálové zápasy Copa de la Liga |                 |          |                    |          |          |
| Ročník                          | Vítěz           | Výsledek | Poražený finalista | 1. zápas | 2. zápas |
| 1982 – 1983                     | FC Barcelona    | 4 – 3    | Real Madrid        | 2 – 2    | 2 – 1    |
| 1983 – 1984                     | Real Valladolid | 3 – 0    | Atlético Madrid    | 0 – 0    | 3 – 0    |
| 1984 – 1985                     | Real Madrid     | 4 – 3    | Atlético Madrid    | 2 – 3    | 2 – 0    |
| 1985 – 1986                     | FC Barcelona    | 2 – 1    | Betis Sevilla      | 0 – 1    | 2 – 0    |